# Titja (reservoar)
Titja (bulgariska: Тича) är en reservoar i Bulgarien.   Den ligger i regionen Sjumen, i den östra delen av landet, 280 km öster om huvudstaden Sofia. Titja ligger 239 meter över havet. Arean är 1 870 kvadratkilometer.
I omgivningarna runt Titja växer i huvudsak lövfällande lövskog. Runt Titja är det glesbefolkat, med 19 invånare per kvadratkilometer.